# Taraskowo
Taraskowo – wieś w Polsce położona w województwie podlaskim, w powiecie łomżyńskim, w gminie Piątnica. W latach 1973–1995 w gminie Wizna.
Przez miejscowość przepływa niewielka rzeka Łojewek, dopływ Narwi.
Wierni kościoła rzymskokatolickiego należą do parafii Trójcy Przenajświętszej w Olszynach.

## Historia
Dawniej prywatna wieś szlachecka położona była w drugiej połowie XVI wieku w powiecie wiskim ziemi wiskiej województwa mazowieckiego.
Pod koniec XIX w. folwark Taraskowo zajmował 765 mórg i miał 12 budynków drewnianych.
W latach 1921–1939 wieś leżała w województwie białostockim, w powiecie łomżyńskim, w gminie Drozdowo.
Według Powszechnego Spisu Ludności z 1921 roku wieś zamieszkiwało 176 osób, 170 było wyznania rzymskokatolickiego, 3 ewangelickiego, a 3 mojżeszowego. Jednocześnie wszyscy mieszkańcy zadeklarowali polską przynależność narodową. Było tu 31 budynków mieszkalnych. Miejscowość należała do parafii rzymskokatolickiej w Wiźnie. Podlegała pod Sąd Grodzki i Okręgowy w Łomży; właściwy urząd pocztowy mieścił się w Łomży.
W okresie międzywojennym pracował tu jeden młyn wodny.
W wyniku napaści ZSRR na Polskę we wrześniu 1939 miejscowość znalazła się pod okupacją sowiecką. Od czerwca 1941 roku pod okupacją niemiecką. Od 22 lipca 1941 do 1945 włączona w skład Landkreis Lomscha, Bezirk Bialystok III Rzeszy.
Do 1954 roku miejscowość należała do gminy Drozdowo. Z dniem 18 sierpnia 1945 roku została wyłączona z woj. warszawskiego i przyłączona z powrotem do woj. białostockiego. W latach 1975–1998 miejscowość administracyjnie należała do województwa łomżyńskiego.